# 芒特艾達 (阿肯色州)
芒特艾達（英語：Mount Ida）是一個位於美國阿肯色州蒙哥馬利郡的城市。根據202年美國人口普查，該地人口為996人，而該地的面積約為4.14平方千米。同時該地也是蒙哥馬利郡的縣治。

## 地理
芒特艾達的座標為34°33′03″N 93°37′51″W / 34.55083°N 93.63083°W，而該地的平均海拔高度為196米（即643英尺）。